# لاكلان جاكسون
لاكلان جاكسون (بالإنجليزية: Lachlan Jackson)‏ (12 مارس 1995 بتاونسفيل في أستراليا - ) هو لاعب كرة قدم أسترالي في مركز الدفاع. لعب مع نادي بريزبان رور.

## وصلات خارجية
- لاكلان جاكسون على موقع دوري كوريا الجنوبية (الإنجليزية)
- لاكلان جاكسون على موقع قاعدة بيانات كرة القدم.إي يو (الإنجليزية)
- لاكلان جاكسون على موقع Soccerway.com (الإنجليزية)